# Pforzheim
Pforzheim är en stad i den tyska delstaten Baden-Württemberg. Den är belägen i norra änden av Schwarzwald i en utvidgning av en dalgång där två mindre floder (Nagold och Würm) flyter in i floden Enz. Staden, som har cirka 120 000 invånare, ligger vid motorväg A8, ungefär mitt mellan Karlsruhe och Stuttgart. Den går historiskt tillbaka på en romersk bosättning från cirka 90 e.Kr. 1080 fick Pforzheim stadsrättigheter (tyska Marktrecht). Under 1500-talet var Pforzheim en tid huvudstad i hertigdömet Baden.
En något modernare kuriositet är att Pforzheim 1888 blev målet för den första bilfärden på landsväg, då Bertha Benz (utan maken Carl Benz’ vetskap) tog med sig sina två söner på en tur från Mannheim, vilket var en mer än 60 km lång resa enkel väg.
Den 23 februari 1945 utsattes Pforzheim för ett kraftigt bombanfall, som på en timme förstörde praktiskt taget hela staden och förorsakade cirka 17 000 invånares död. Efter kriget återuppbyggdes staden snabbt.

## Bilder

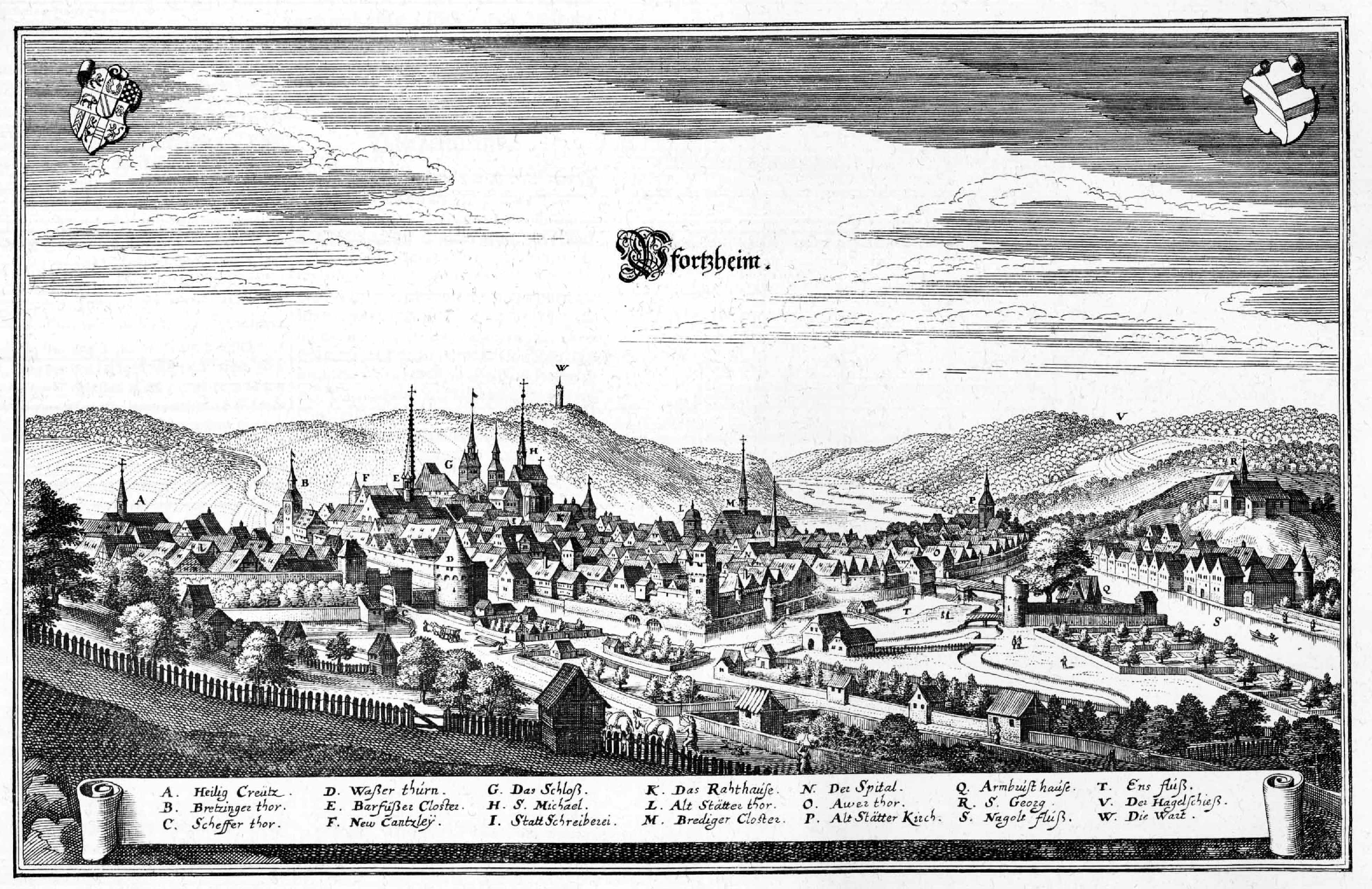
Pforzheim omkring 1640
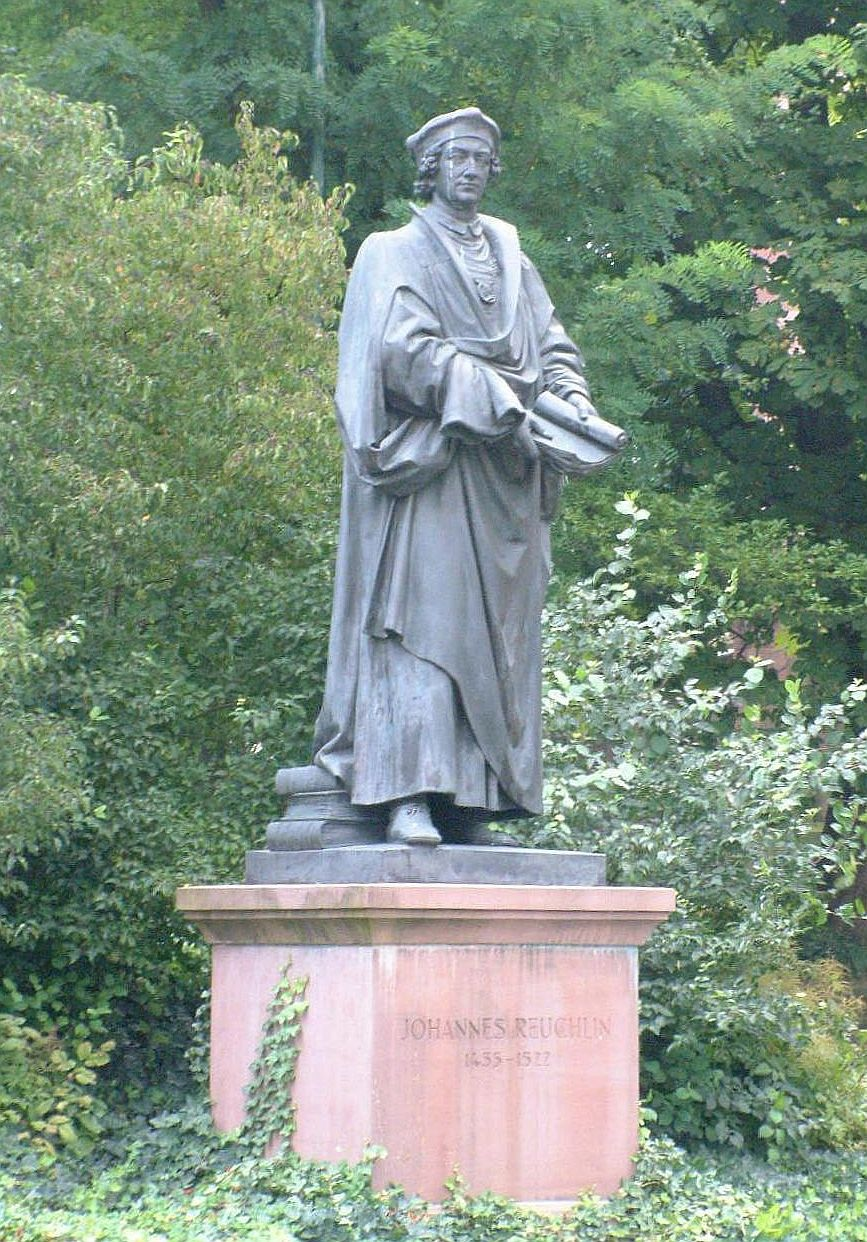
Staty över Johannes Reuchlin
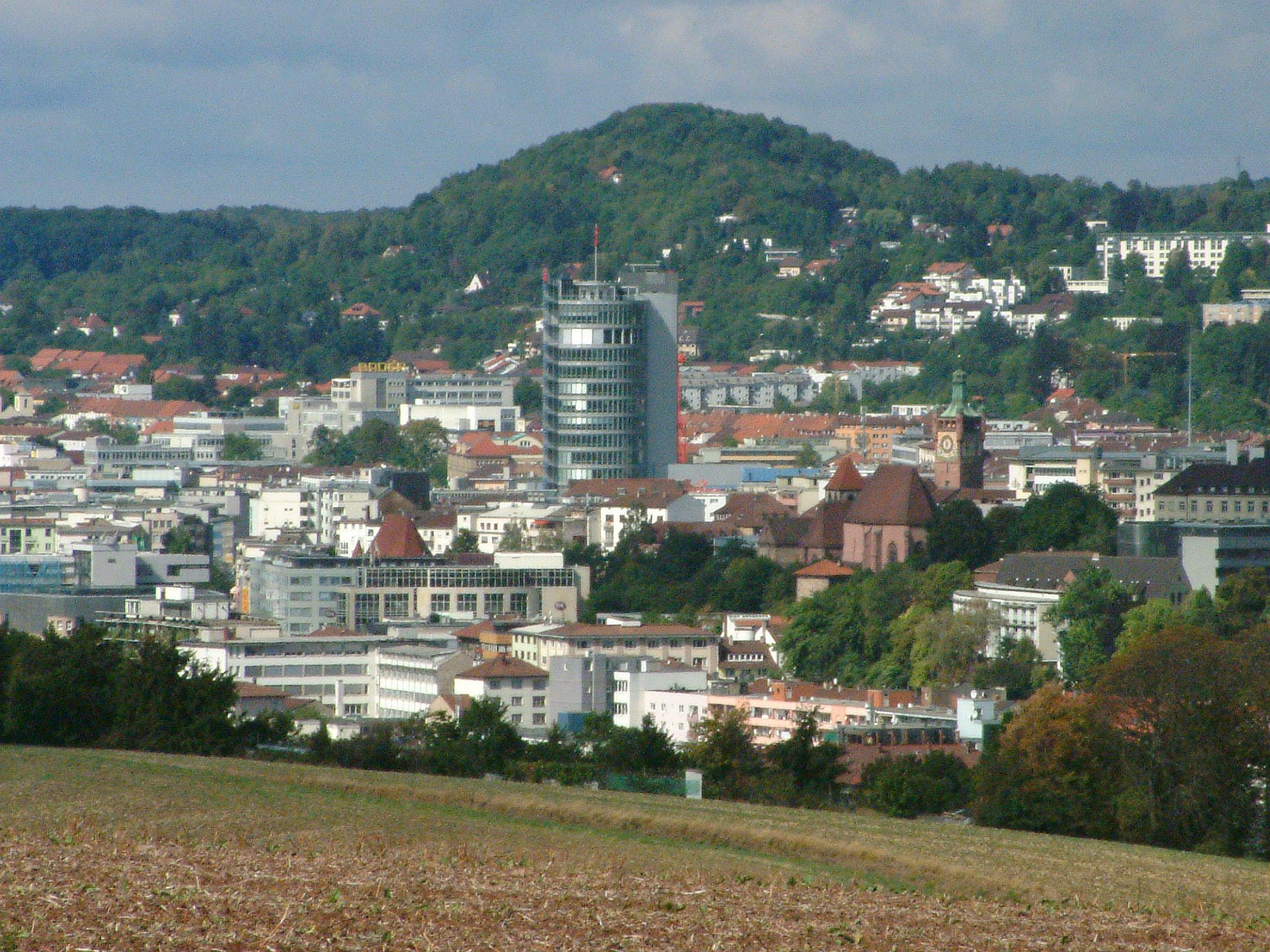
Vy över stadens centrum